# Cai Huikang
Cai Huikang (Xangai, 10 de outubro de 1989) é um futebolista chinês que atua como volante. Atualmente, joga pelo Shanghai Port.

## Carreira
Cai Huikang representou a Seleção Chinesa de Futebol na Copa da Ásia de 2015.

## Títulos
Shanghai SIPG
- China League Two (3ª divisão): 2007
- China League One (2ª divisão): 2012
- Campeonato Chinês: 2018
- Supercopa da China: 2019